# Blanche Monnier

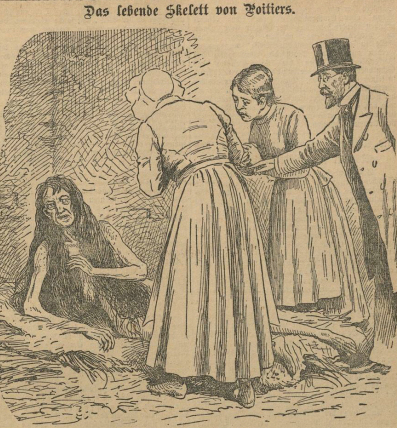
Zeichnung der Entdeckung von Blanche im Jahre 1901 (Illustrirtes Wiener Extrablatt, 9. Oktober 1901)

Marie Léonide Pauline Blanche Monnier (* 1. März 1849 in Poitiers; † 13. Oktober 1913 in Blois) war eine Französin, die rund 25 Jahre von ihrer Familie eingesperrt wurde.

## Biographie
Blanche Monnier entstammte der Familie Monnier de Marconnay, einer der reichsten und einflussreichsten katholisch-konservativen royalistischen Familien von Poitiers. Das Vermögen der Familie wurde auf mehr als eine Million Francs geschätzt. Der Vater Charles-Émile Monnier (1820–1882) war bis zur Verfassungskrise im Mai 1877 Dekan der Philosophischen Fakultät der Universität Poitiers gewesen. Blanche Monnier wurde als „große Schönheit“ beschrieben, die zahlreiche Verehrer hatte.
Mitte der 1870er Jahre soll die 25-jährige Blanche Monnier den Wunsch gehabt haben, einen Anwalt namens Victor Cameil zu heiraten, der wesentlich älter war als sie, nicht „standesgemäß“ und zudem Republikaner, ein Anhänger der Staatsform der Republik. Ihre royalistisch gesinnten Eltern hätten diese Beziehung missbilligt, die Tochter sich aber geweigert, sie zu beenden. Daraufhin sollen die Eltern und ihr Bruder Marcel die junge Frau in eine winzige Mansarde in ihrem Haus gesperrt und die Fensterläden verbarrikadiert haben. Nach ihrer späteren Befreiung gab es Gerüchte, sie habe damals ein uneheliches Kind zur Welt gebracht, das die Eltern hätten verschwinden lassen. Um das Verschwinden der Tochter zu erklären, verbreitete die Familie, sie sei ins Ausland gegangen, in anderen Quellen heißt es, die Familie habe behauptet, Blanche sei plötzlich gestorben. Jean-Marie Augustin, ein Juraprofessor der Universität von Poitiers, der 2001 ein Buch über die Geschichte von Blanche Monnier veröffentlichte, vermutet, dass Blanche Monnier psychisch krank war und versteckt wurde, um den Ruf der Familie nicht zu gefährden, aber es könne auch um ihr Erbe gegangen sein, über das der Bruder verfügen wollte.
Der Vater starb 1882, der Anwalt, den Monnier hatte heiraten wollen, 1885. Jahrelang hatte ein einziges Dienstmädchen Zutritt zu der Kammer, in der sich die Gefangene befand; sie erhielt nach 40-jähriger Dienstzeit bei der Familie auf Veranlassung von Marcel Monnier von einem katholischen Verein eine Goldmedaille für „treue Dienste“. Nachdem diese Frau in den Ruhestand gegangen war, kamen neue Dienstboten ins Haus, die weniger verschwiegen waren und in der Nachbarschaft von der eingesperrten Frau berichteten. Im Jahr 1901 erhielt die Staatsanwaltschaft in Poitiers einen anonymen Brief, in dem es hieß, dass im Haus der Monniers in Poitiers „Seltsames“ vor sich gehe, und es seien Schreie durch das geschlossene Fenster zu hören. Es wurde vermutet, dass der Freund eines der Dienstmädchen diesen Brief geschrieben habe.
Als die Polizei die Angaben aus dem Brief am 23. Mai überprüfen wollte, öffnete Madame Monnier ihnen nicht die Tür, sodass diese eingetreten werden musste. Im obersten Stockwerk entdeckten die Polizisten die 52-jährige Blanche Monnier. Sie wog weniger als 30 Kilogramm und lag nackt auf Stroh, das mit Fäkalien, Ungeziefer und Essensresten bedeckt war. Auf ihrer Haut hatte sich eine harte Kruste aus Schmutz gebildet, in der Maden wimmelten, und es herrschte ein unerträglicher Gestank. Die Frau konnte nur unverständliche Laute von sich geben.
Blanche Monnier wurde in ein Hospiz in Poitiers gebracht, wo sie innerhalb von zehn Tagen zehn Kilogramm zugenommen haben soll. In der Presse wurde sie la Séquestrée de Poitiers (in deutschsprachigen Zeitungen die Eingekerkerte von Poitiers) genannt. Ihre inzwischen 76-jährige Mutter gab der Polizei gegenüber an, Blanche sei psychisch krank und gewalttätig; bei ihrer Verhaftung äußerte sie Unverständnis, wieso die Polizei sich in Familienangelegenheiten einmische. Ihr Sohn Marcel Monnier, Anwalt von Beruf, ehemaliger Unterpräfekt des Département Alpes-Maritimes und stadtbekannter Wohltäter, bestätigte diese Angaben und behauptete zudem, seine Schwester hätte jederzeit gehen können. Er selbst, so sagte er später im Prozess, habe darauf gedrungen, seine Schwester in eine Heilanstalt zu bringen, was die Mutter aber „aus Liebe“ abgelehnt habe.
Der Fall von Blanche Monnier sorgte für europaweites Aufsehen in der Presse, selbst in Australien wurde darüber berichtet. In manchen Zeitungen wurde ein Foto der abgemagerten und vernachlässigten Blanche Monnier gezeigt, das zwar aus Pietätsgründen bearbeitet worden war, aber dennoch einen so starken Eindruck hinterließ, dass etwa Marcel Monnier mehrfach von Menschenmengen bedroht wurde. Da die Monniers Royalisten waren, wurde der Fall auch für politische Zwecke genutzt: Die Republikaner sahen darin die „verkommene Moral“ des royalistischen Großbürgertums, die Royalisten wiederum verteidigten die Familie Monnier, die lediglich versucht habe, Blanche vor ihrem Wahnsinn zu schützen.
Louise Monnier und ihr Sohn Marcel wurden wegen Freiheitsberaubung und fortgesetzter Vernachlässigung festgenommen. Die Mutter starb 15 Tage nach ihrer Verhaftung an einem Herzinfarkt; bei ihrer Beerdigung kam es zu lautstarken Beschimpfungen der Toten. Marcel Monnier, der alle Schuld auf seine Mutter und das frühere, inzwischen ebenfalls verstorbene Dienstmädchen schob, wurde im Oktober 1901 nach einem sechstägigen Prozess mit der Vernehmung von 102 Zeugen zu 15 Monaten Haft verurteilt, legte gegen das Urteil aber erfolgreich Berufung ein. Das Gericht folgte seiner Darstellung, dass er nicht aktiv an der Einsperrung seiner Schwester beteiligt gewesen sei, und den Straftatbestand „unterlassene Hilfeleistung“ gab es in Frankreich erst ab 1941. Laut Berichten in der österreichischen Neuen Freien Presse sollen Marcel Monniers spanische Ehefrau und die Tochter Dolores in ein Kloster eingetreten sein, nachdem die Verlobung der Tochter wegen dieses Skandals gelöst worden war. Blanche Monnier starb 1913 im Alter von 64 Jahren in einer psychiatrischen Klinik in Blois. Ihr ein Jahr älterer Bruder verstarb im selben Jahr.

## Rezeption
1930 veröffentlichte André Gide das Buch La Séquestrée de Poitiers, das zwar ein Roman ist, aber auf Fakten und Zeitungsberichten basierte. In dem deutschen Theaterstück Die Affäre Dreyfus von Wilhelm Herzog und Hans José Rehfisch gibt es eine Figur Blanche Monnier, die bei der Premiere im Jahr 1929 von Pamela Wedekind dargestellt wurde, aber keinen Bezug zu der echten Person hat. 2015 drehte die Dokumentarfilmerin Christel Chabert für France 3 einen Film über diesen Fall.